# Anfernee Hardaway
Anfernee Deon Hardaway, detto Penny (Memphis, 18 luglio 1971), è un allenatore di pallacanestro ed ex cestista statunitense, professionista NBA che ha giocato come guardia.
Alto 2,01 cm per circa 88 kg di peso, ha vestito le canotte degli Orlando Magic, Phoenix Suns, New York Knicks e, in ultimo, Miami Heat.

## Carriera

### L'infanzia e l'high school
Cresciuto in una famiglia piuttosto povera e con la madre di appena sedici anni più grande, Anfernee viene accudito principalmente da nonna Louise, che cerca di farlo crescere quanto più possibile lontano dalla strada. Il soprannome “Penny” viene proprio dalla nonna che lo chiamava affettuosamente “Pretty”, termine che, a causa dell'accento tipico degli stati del sud, venne mano a mano deformato in “Penny”. Il primo amore di Hardaway è il football, che però è presto costretto ad abbandonare perché reputato dalla nonna troppo pericoloso per un ragazzo dal fisico gracile come il suo. Così “ripiega” sul basket, dove l'abbondante talento lo aiuta ad acquistare una certa popolarità nella zona.
Frequenta la Treadwell High School di Memphis, dove continua la sua ascesa a livello cestistico. Nel suo anno da senior, infatti, Penny conquista il titolo di liceale dell'anno secondo il magazine Parade: le sue statistiche parlano di 36,6 punti, 10,1 rimbalzi, 6,2 assist, 3,9 recuperi e 2,8 stoppate di media a partita.

### Il college e lo scambio la notte dei draft
Terminata l'high school, Hardaway decide di frequentare la Memphis State University (ora University of Memphis), dichiarandosi per i draft dopo tre stagioni al college (la prima, però, saltata per motivi accademici). Viene scelto nel draft del 1993 dai Golden State Warriors come terza scelta assoluta. Golden State è però interessata maggiormente alla prima scelta assoluta fatta dagli Orlando Magic, Chris Webber, e così viene organizzato uno scambio che porta Penny in Florida (insieme ai diritti sulle scelte degli anni futuri) e Webber in California. Inizialmente vi sarà un po' di malumore tra i tifosi che già pregustavano la coppia O'Neal-Webber e per lo scambio della prima scelta assoluta con un giocatore di cui non conoscono appieno le potenzialità. La dirigenza dei Magic, tempo addietro, affermerà che le superiori doti dinamiche di Penny e una certa fragilità fisica di Webber gli fecero prediligere il primo, ciò che accomunerà la carriera dei due giocatori saranno proprio i numerosi e seri infortuni. Inoltre Hardaway può garantire ai Magic una pericolosità perimetrale e in penetrazione che altrimenti gli mancherebbe. Al college Hardaway portava il numero 25 e avrebbe voluto utilizzarlo anche ai Magic, dove però era già assegnato a Nick Anderson. Proprio pensando al proprio soprannome “Penny”, che ricorda la moneta da 1 centesimo di dollaro, Hardaway ha scelto di indossare la maglia numero 1, che lo ha accompagnato (tranne nella breve parentesi agli Heat) per tutta la carriera.

### La coppia O'Neal-Hardaway
Ad Orlando Hardaway trova una squadra che vede nel Rookie of the Year della stagione 1992-93, Shaquille O'Neal, il perno della squadra. Hardaway la completa garantendo anche un'importante dimensione perimetrale. Coach dei Magic è Brian Hill. Penny gioca un'ottima prima stagione, partendo sempre in quintetto nonostante i Magic abbiano un certo Scott Skiles come play titolare (in realtà si sceglie, almeno agli inizi, di schierare Hardaway guardia tiratrice per dargli modo gradualmente di “imparare il mestiere” dal collega più esperto). Anfernee termina con 16 punti e circa 6 assist e 5 rimbalzi di media, aiutando i Magic a raggiungere per la prima volta nella loro giovane carriera i play-off, dove vengono però eliminati al primo turno dagli Indiana Pacers. Ciononostante, i commenti sulla squadra sono entusiastici, dato che giocano un bel basket e sono giovani.

### La finale NBA
L'anno dopo, grazie anche all'acquisto dell'ala grande Horace Grant, proveniente dai Chicago Bulls, Orlando è già ritenuta una delle potenze della Eastern Conference. I complimenti per la coppia Hardaway-O'Neal si sprecano ed in particolare Penny è definito da molti il nuovo Magic Johnson, per il fatto di essere alto più di due metri e giocare point-guard. I Magic compilano un record di 57 vittorie e 25 sconfitte e nei play-off eliminano prima i Boston Celtics in 4 partite, poi i Bulls del rientrante Michael Jordan. Nella finale della Conference incontrano una squadra ostica come gli Indiana Pacers che costringono la squadra della Florida alla settima partita, dove comunque Orlando porta a casa la vittoria per 105-81.
In finale i Magic incontrano i campioni in carica degli Houston Rockets, che gli possono contrapporre la coppia Olajuwon-Drexler. La maggiore esperienza dei texani fa sì che chiudano con un “cappotto” (4-0 Houston), risultato forse troppo severo per i Magic. Oltretutto la serie avrebbe probabilmente preso una piega diversa se nel finale di gara-1, con Orlando in vantaggio di tre punti, la guardia dei Magic Nick Anderson non avesse sbagliato 4 tiri liberi consecutivi, permettendo così che il tiro da tre della disperazione dei Rockets mandasse la gara al supplementare. A detta degli esperti però i Magic sarebbero stati la squadra del futuro, ma gli scambi di mercato distruggeranno tutto ciò che di buono era stato fatto fino a quel momento.

### La rottura del giocattolo
Nella stagione seguente la superpotenza della Conference tornano ad essere i Bulls che in regular season vincono addirittura 72 partite (a fronte di sole 10 sconfitte, record NBA prima che i Golden State Warriors di Curry lo battessero nel campionato 2015-16) e tutti pronosticano Orlando-Chicago come finale di Conference.
Nei play-off i Magic battono facilmente i Detroit Pistons 3-0 e gli Atlanta Hawks 4-1. Arriva così la finale prevista. Michael Jordan prova a fare pretattica, cercando di creare malumori nello spogliatoio avversario con l'affermazione che Hardaway senza O'Neal sarebbe molto più forte. Penny sa che questo forse è vero ma sa anche che senza Shaquille le possibilità di vincere un titolo sono pari a zero. Fatto sta che i Bulls della stagione 1995-96 sono troppo forti per chiunque ed eliminano i Magic con un clamoroso 4-0 (a parziale giustificazione di Orlando l'assenza nella serie di Horace Grant, infortunatosi in gara-1).
In estate, però, il perfetto “giocattolo” dei Magic si rompe: O'Neal accetta le offerte che provengono dai Los Angeles Lakers, scindendo la coppia che era ritenuta la nuova Magic-Kareem.

### Le stagioni da solista ad Orlando e l'infortunio
Hardaway resta ad Orlando e, come aveva predetto Jordan, gioca delle grandi stagioni. Già nella prima del post-Shaq, iniziano, però, i problemi quando Penny guida una “fronda” all'interno dello spogliatoio dei Magic per la cacciata di coach Brian Hill, attirandosi non poche critiche. La dirigenza, comunque, accontenta la sua stella e al posto di Hill viene assunto Richie Adubato. Nei play-off però i Magic non fanno molta strada e vengono eliminati 4 a 2 al primo turno dai Miami Heat, nonostante un Hardaway da 31 punti di media. Quest'esplosione realizzativa fu anche dovuta all'innesto di Darrell Armstrong, che consentì a Penny di spostarsi dal ruolo di playmaker a quello di guardia tiratrice pura.
Dalla stagione 1997-98 Penny comincia a denunciare gravi problemi al menisco che ne limitano le capacità fisiche e lo costringono a giocare soltanto 19 partite. Nonostante sia infortunato viene votato per l'All Star Game e decide di prendervi parte, la sua apparizione è breve e poco incisiva e gli attira le critiche di quanti sostengono che in questo modo abbia compromesso le sue possibilità di recupero. La squadra va alla deriva non raggiungendo neanche i play-off. Hardaway torna la stagione successiva, ma è solo l'ombra di sé stesso: un giocatore dall'immensa classe il cui fisico non lo supporta a dovere. I Magic con il loro leader centrano comunque la qualificazione ai play-off, venendo eliminati però dai Philadelphia 76ers al primo turno.

### Il passaggio ai Phoenix Suns
Nell'estate 1999 Penny viene scambiato ai Phoenix Suns in cambio di Danny Manning, Pat Garrity e scelte, dato che la dirigenza di Orlando ha capito che è difficile ricostruire con lui in squadra. La prima stagione a Phoenix è promettente, nonostante salti 22 partite sempre per il ginocchio, e le sue cifre si attestano su medie di circa 17 punti, 6 rimbalzi e 5 assist. I Suns della nuova coppia Hardaway-Kidd centrano i play-off, eliminando i San Antonio Spurs (privi di Tim Duncan) al primo turno e venendo sconfitti al secondo turno dai Lakers di O'Neal per 4-1.
L'anno dopo, però, Penny è di nuovo tormentato dal suo ginocchio e gioca solo 4 partite, dando un contributo praticamente nullo alla squadra. Hardaway continua a giocare a Phoenix esprimendo come gioco e come cifre i suoi minimi in carriera; è solo un giocatore dal contratto troppo alto per il suo valore in campo.

### Le ultime tappe: New York e Miami
Nel febbraio del 2004 viene così scambiato, insieme a Stephon Marbury e Cezary Trybański, ai New York Knicks in cambio di Antonio McDyess, Howard Eisley, Charlie Ward, Maciej Lampe e scelte. Nella Grande Mela gioca poco e male, ed anche nella stagione 2004-05 è costretto a vedere poche volte il parquet (37 gare, nessuna da titolare).
Dopo aver giocato appena 4 partite nel 2005-06, viene girato ai Magic insieme a Trevor Ariza in cambio di Steve Francis. Ironia della sorte vuole che nel frattempo sulla panchina dei Magic fosse tornato quel Brian Hill che era stato tanto ostracizzato da Penny. Hardaway non dimostra mai la voglia di scendere in campo, viene svincolato dalla dirigenza della Florida e resta inattivo per il resto della stagione.
Dopo due anni di inattività, torna, nella stagione 2007-08, con la maglia dei Miami Heat, dove ritrova il vecchio compagno ai tempi di Orlando, Shaquille O'Neal. L'esperienza in Florida, però, dura poco perché a dicembre gli viene rescisso il contratto.

## Palmarès

### Giocatore
In carriera è stato inserito nel miglior quintetto di esordienti (rookies) nella stagione 1993-94, poi per due volte nel primo quintetto NBA (1994-95 e 1995-96) e una volta nel terzo (1996-97).
Ha partecipato, nel 1993-94, al primo All Star Game per rookie della storia NBA (di cui è stato nominato MVP) ed è stato convocato per quattro All Star Game (1995, 1996, 1997 e 1998).
Ha inoltre vinto la medaglia d'oro ai Giochi olimpici del 1996 svoltisi ad Atlanta.

### Allenatore
- Campione NIT (2021)

## Altre attività
Ha recitato accanto a Shaquille O'Neal e Nick Nolte in Blue Chips - Basta Vincere, pellicola sulla vita di un allenatore di basket universitario statunitense.

## Statistiche

### College
| Anno      | Squadra        | PG | PT | MP   | TC%  | 3P%  | TL%  | RP  | AP  | PRP | SP  | PP   |
| --------- | -------------- | -- | -- | ---- | ---- | ---- | ---- | --- | --- | --- | --- | ---- |
| 1991-1992 | Memphis Tigers | 34 | -  | 36,0 | 43,3 | 36,3 | 65,2 | 7,0 | 5,5 | 2,5 | 1,3 | 17,4 |
| 1992-1993 | Memphis Tigers | 32 | -  | 37,4 | 47,7 | 33,2 | 76,7 | 8,5 | 6,4 | 2,4 | 1,2 | 22,8 |
| Carriera  | Carriera       | 66 | -  | 36,7 | 45,6 | 34,6 | 71,7 | 7,7 | 5,9 | 2,5 | 1,3 | 20,0 |

### NBA

#### Regular Season
| Anno      | Squadra       | PG  | PT  | MP   | TC%  | 3P%  | TL%  | RP  | AP   | PRP | SP  | PP   |
| --------- | ------------- | --- | --- | ---- | ---- | ---- | ---- | --- | ---- | --- | --- | ---- |
| 1993-1994 | Orlando Magic | 82  | 64  | 36,8 | 46,6 | 26,7 | 74,2 | 5,4 | 6,6  | 2,3 | 0,6 | 16,0 |
| 1994-1995 | Orlando Magic | 77  | 77  | 37,7 | 51,2 | 34,9 | 76,9 | 4,4 | 7,2  | 1,7 | 0,3 | 20,9 |
| 1995-1996 | Orlando Magic | 82  | 82  | 36,8 | 51,3 | 31,4 | 76,7 | 4,3 | 7,1  | 2,0 | 0,5 | 21,7 |
| 1996-1997 | Orlando Magic | 59  | 59  | 37,6 | 44,7 | 31,8 | 82,0 | 4,5 | 5,6  | 1,6 | 0,6 | 20,5 |
| 1997-1998 | Orlando Magic | 19  | 15  | 32,9 | 37,7 | 30,0 | 76,3 | 4,0 | 3,6  | 1,5 | 0,8 | 16,4 |
| 1998-1999 | Orlando Magic | 50  | 50  | 38,9 | 42,0 | 28,6 | 70,6 | 5,7 | 5,3  | 2,2 | 0,5 | 15,8 |
| 1999-2000 | Phoenix Suns  | 60  | 60  | 37,6 | 47,4 | 32,4 | 79,0 | 5,8 | 6,3  | 1,6 | 0,6 | 16,9 |
| 2000-2001 | Phoenix Suns  | 4   | 4   | 28,0 | 41,6 | 25,0 | 63,6 | 4,5 | 3,8  | 1,5 | 0,3 | 9,8  |
| 2001-2002 | Phoenix Suns  | 80  | 56  | 30,8 | 41,8 | 27,7 | 81,0 | 4,4 | 4,1  | 1,5 | 0,4 | 12,0 |
| 2002-2003 | Phoenix Suns  | 58  | 51  | 30,6 | 44,7 | 35,6 | 79,4 | 4,4 | 4,1  | 1,1 | 0,4 | 10,6 |
| 2003-2004 | Phoenix Suns  | 34  | 10  | 25,8 | 44,3 | 40,0 | 85,7 | 2,9 | 2,9  | 0,8 | 0,2 | 8,7  |
| 2003-2004 | N.Y. Knicks   | 42  | 4   | 29,0 | 39,0 | 36,4 | 77,5 | 4,5 | 1,9  | 1,0 | 0,3 | 9,6  |
| 2004-2005 | N.Y. Knicks   | 37  | 0   | 24,2 | 42,3 | 30,0 | 73,9 | 2,4 | 2,0  | 0,8 | 0,1 | 7,3  |
| 2005-2006 | N.Y. Knicks   | 4   | 0   | 18,0 | 28,6 | 0,0  | 100  | 2,5 | 2,0  | 0,5 | 0,0 | 2,5  |
| 2007-2008 | Miami Heat    | 16  | 8   | 20,3 | 36,7 | 42,1 | 88,9 | 2,2 | 2,2  | 1,2 | 0,1 | 3,8  |
| Carriera  | Carriera      | 704 | 558 | 33,7 | 45,8 | 31,6 | 77,4 | 4,5 | 5,0  | 1,6 | 0,4 | 15,2 |
| All-Star  | All-Star      | 4   | 4   | 24,5 | 62,5 | 41,7 | 83,3 | 3,7 | 16,0 | 1,0 | 0,0 | 13,7 |

#### Play-off
| Anno     | Squadra       | PG | PT | MP   | TC%  | 3P%  | TL%  | RP  | AP  | PRP | SP  | PP   |
| -------- | ------------- | -- | -- | ---- | ---- | ---- | ---- | --- | --- | --- | --- | ---- |
| 1994     | Orlando Magic | 3  | 3  | 44,3 | 44,0 | 45,5 | 70,0 | 6,7 | 7,0 | 1,7 | 2,0 | 18,7 |
| 1995     | Orlando Magic | 21 | 21 | 40,4 | 47,2 | 40,4 | 75,7 | 3,8 | 7,7 | 1,9 | 0,7 | 19,6 |
| 1996     | Orlando Magic | 12 | 12 | 39,4 | 46,5 | 36,4 | 74,4 | 4,7 | 6,0 | 1,7 | 0,3 | 23,3 |
| 1997     | Orlando Magic | 5  | 5  | 44,0 | 46,8 | 36,7 | 74,1 | 6,0 | 3,4 | 2,4 | 1,4 | 31,0 |
| 1999     | Orlando Magic | 4  | 4  | 41,8 | 35,1 | 46,2 | 76,9 | 5,0 | 5,5 | 2,3 | 0,3 | 19,0 |
| 2000     | Phoenix Suns  | 9  | 9  | 42,9 | 46,2 | 26,3 | 71,0 | 4,9 | 5,7 | 1,6 | 1,2 | 20,3 |
| 2003     | Phoenix Suns  | 6  | 6  | 40,7 | 38,6 | 36,0 | 72,2 | 6,0 | 4,3 | 2,2 | 0,8 | 12,7 |
| 2004     | N.Y. Knicks   | 4  | 3  | 42,0 | 36,5 | 35,7 | 83,3 | 4,5 | 5,8 | 1,5 | 0,3 | 16,5 |
| Carriera | Carriera      | 64 | 63 | 41,3 | 44,8 | 38,0 | 74,6 | 4,7 | 6,2 | 1,9 | 0,8 | 20,4 |